# Legge n.2 del Consiglio di controllo alleato
Con la legge n.2 del Consiglio di controllo alleato, emanata il 10 ottobre 1945 dal Consiglio di controllo alleato, il Partito Nazionalsocialista Tedesco dei Lavoratori assieme a tutte le organizzazioni dipendenti, i suoi rami e i suoi collegamenti affiliati fu abolito e messo fuorilegge. La formazione di una qualsiasi di queste organizzazioni, sia con lo stesso nome che con un nome diverso, è tuttora vietata.
Questa legge dispose lo scioglimento e la liquidazione di quasi tutte le organizzazioni naziste, comprese le istituzioni create dall’ormai estinto governo della Germania nazista e le sotto-organizzazioni delle varie forze armate come le Waffen-SS, una sotto-organizzazione delle SS.

## Crimini commessi dai nazisti

### Olocausto

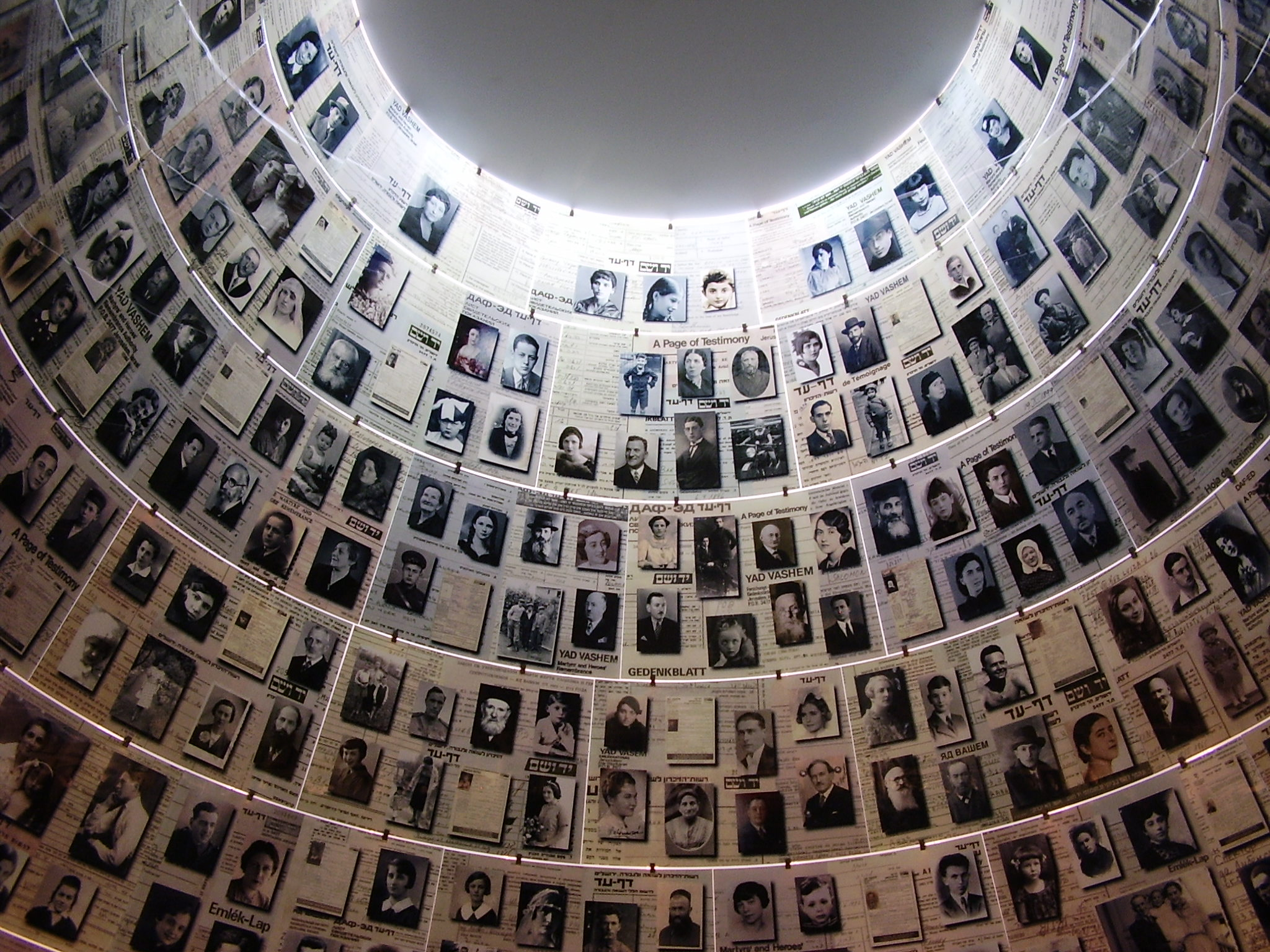
La Sala dei Nomi dello Yad Vashem a Gerusalemme con foto e nomi delle vittime ebraiche dell’Olocausto

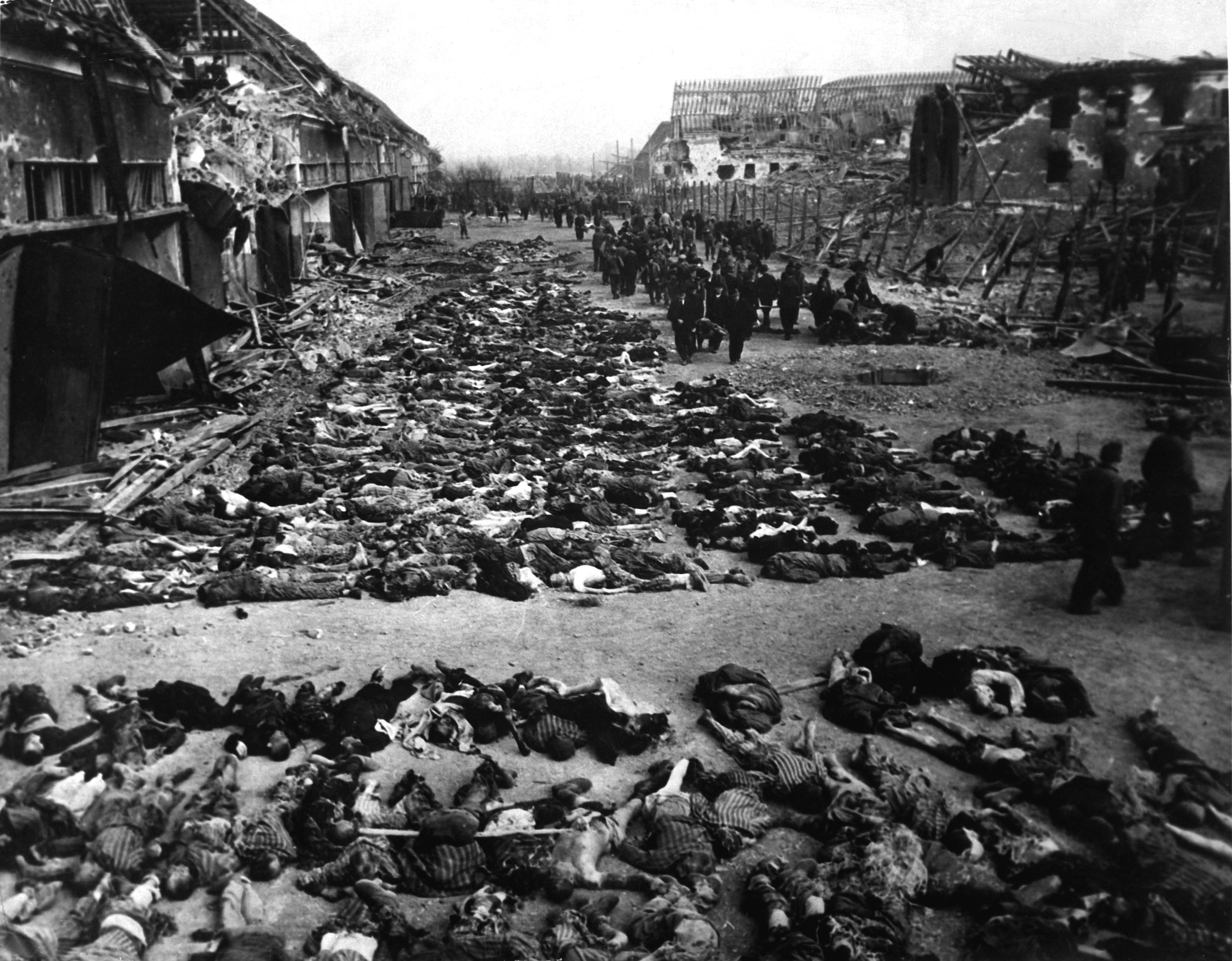
File di corpi detenuti nel cortile del Lager di Nordhausen. Questa foto mostra meno della metà di centinaia di prigionieri morti di fame o fucilati dagli uomini della Gestapo

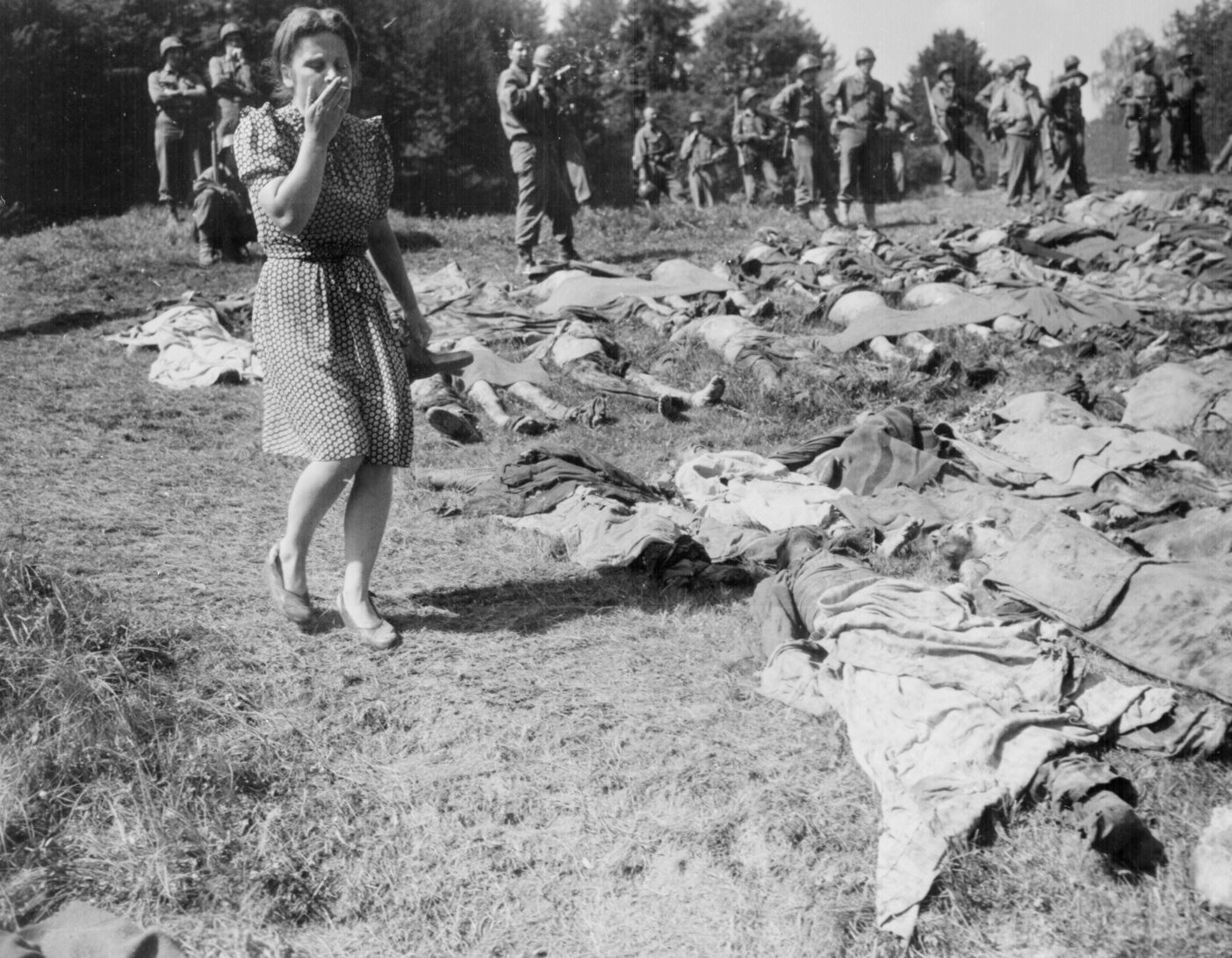
Foto del 17 maggio 1945-Le truppe alleate spesso obbligavano i civili tedeschi a visitare campi di concentramento e in alcuni casi ad esumare fosse comuni di vittime dei nazisti per mostrare gli orrori dell’Olocausto

Durante la seconda guerra mondiale, precisamente dal 1941 al 1945, i nazisti perseguitarono e assassinarono milioni di ebrei, cattolici, testimoni di Geova, neri europei, comunisti, socialdemocratici ed altre categorie da loro ritenute “indesiderabili e/o “inferiori” per motivi razziali, politici o religiosi. Le vittime dell’Olocausto furono in totale 15-17 milioni, di cui 6 milioni erano ebrei, infatti il Partito Nazista aveva emanato le leggi di Norimberga e la soluzione finale della questione ebraica, con l’obiettivo di mettere in atto una vastissima politica razziale per arianizzare la Germania. I principali responsabili dell’Olocausto furono: Adolf Hitler, Hermann Göring, Joseph Goebbels, Reinhard Heydrich, Heinrich Himmler, Adolf Eichmann, Heinrich Müller, Martin Bormann, Ernst Kaltenbrunner, Hans Frank, Alfred Jodl, Wilhelm Keitel, Wilhelm Frick, Josef Mengele, Rudolf Höß, Alfred Rosenberg, Joachim von Ribbentrop, Julius Streicher, Fritz Sauckel, Theodor Dannecker, Roland Freisler, Hinrich Lohse, Erich Koch, Odilo Globocnik, Theodor Eicke, Richard Glücks, Kurt Daluege, Oswald Pohl, Arthur Greiser, Alois Brunner, Klaus Barbie, Arthur Seyß-Inquart ed Herbert Kappler. I metodi per uccidere i deportati furono brutali ed inimmaginabili: furono messi in delle camere a gas, il gas utilizzato era lo Zyklon B, l’idea di utilizzarlo fu di Rudolf Höß che disse esplicitamente che in quella maniera era possibile sterminare 2000 o più persone al giorno, alcuni venivano fucilati dai soldati delle SS o dai poliziotti della Gestapo, altri venivano semplicemente lasciati morire di fame e altri ancora morivano per delle malattie come il tifo esantematico, riguardo alla questione del tifo, Josef Mengele condusse anche degli esperimenti medici crudeli sui prigionieri che ne erano affetti, anche su bambini e ragazzi e non solo, fece anche esperimenti che avevano a che fare con la tubercolosi, malaria e febbre tifoide (da non confondere con il tifo esantematico citato prima). Oggi le vittime dell’Olocausto vengono commemorate internazionalmente nel giorno  della Memoria, istituito il 1º novembre 2005 con lo scopo di evitare che crimini di tale ampiezza vengano ripetuti, perché come dichiararono i giudici del Tribunale militare internazionale a Norimberga, l’ideologia nazista era criminale, proprio perché nel Programma del Partito Nazionalsocialista Tedesco dei Lavoratori c’era inserito l’obiettivo di perseguitare e assassinare gli ebrei, infatti Heinrich Himmler in un discorso tenuto a Poznań il 4 ottobre 1943 disse: “il popolo ebraico va eliminato, dice ogni membro del partito, ed è ovvio che così sia perché è scritto nel nostro programma, bisogna togliere di mezzo gli ebrei, certamente!” Con questa citazione egli volle sottolineare come gli ebrei rappresentassero una sorta di minaccia, di male eterno per la cosiddetta razza ariana; a causa di quest’odio il governo del Terzo Reich perpetrò crimini anche contro la cultura ebraica, ad esempio elaborando una nuova dottrina cristiana (solo per ragioni di propaganda), ossia il cristianesimo positivo, nella quale gli ariani sono il popolo eletto da Dio, mentre gli ebrei invece sono un popolo eletto da Satana, di conseguenza l’Antico Testamento venne eliminato. C’è da dire che questa dottrina in verità non è ben definita, tuttavia gli storici che l’hanno analizzata affermano che ha quattro elementi fondamentali: l’appartenenza di Gesù alla razza ariana, l’eliminazione dell’Antico Testamento, il rifiuto di debolezze e sottomissioni e la formazione di una chiesa nazionale tedesca. I nazisti dovettero quindi eliminare la cultura ritenuta “unta di giudaismo” per far sì che la loro propaganda avesse più successo possibile.

### Crimini nazisti contro i prigionieri di guerra sovietici

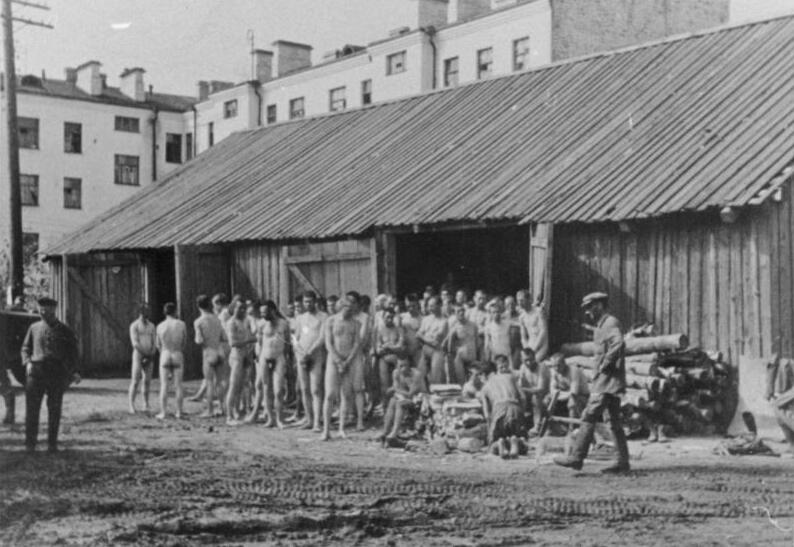
Prigionieri di guerra sovietici a Vicebsk, in Bielorussia, agosto 1941

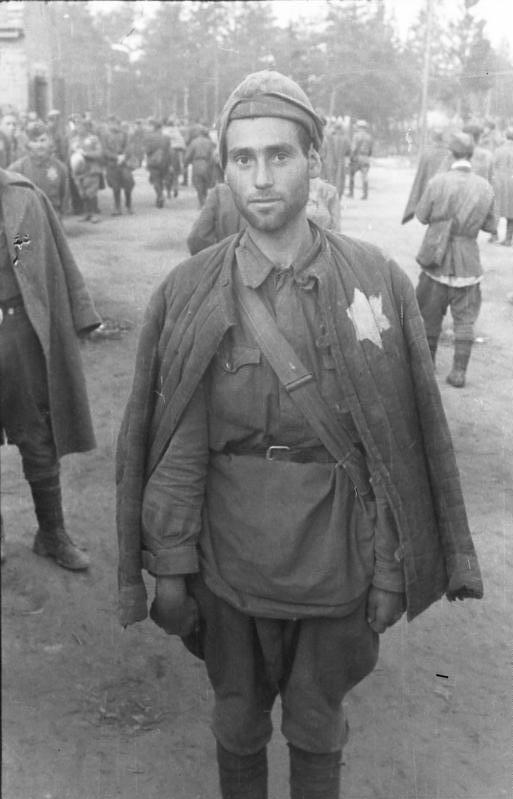
Un prigioniero di guerra sovietico in Russia identificato come ebreo, agosto 1941

Dal 1941 (anno dell’inizio dell’Operazione Barbarossa) al 1945, i nazisti perpetrarono numerosissime atrocità nei confronti di prigionieri di guerra sovietici, infatti praticarono contro di loro un vero e proprio sterminio, che contò dai 3,3 ai 3,5 milioni di morti (solo il 5% di essi era di origine ebraica). I prigionieri di guerra venivano deportati in campi di concentramento e/o di sterminio, molti di loro vennero deportati ad Auschwitz, a Bergen-Belsen, a Buchenwald, a Bełżec e in molti altri campi, altri invece vennero giustiziati sommariamente. Tra i prigionieri di guerra che morirono ci fu anche il figlio di Iosif Stalin: Jakov Iosifovič Džugašvili.

### Notte dei lunghi coltelli

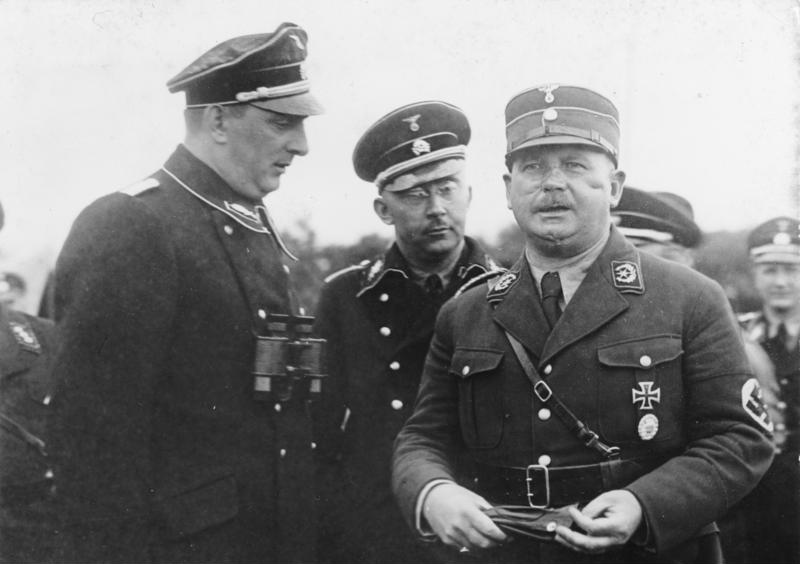
Il capo delle Sturmabteilung Ernst Röhm, qui con Kurt Daluege (a sinistra) e Heinrich Himmler, venne personalmente arrestato a Bad Wiessee durante la notte dei lunghi coltelli

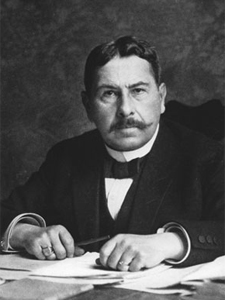
Gustav von Kahr, ministro-presidente della Baviera, fu giustiziato a Dachau il 30 giugno 1934

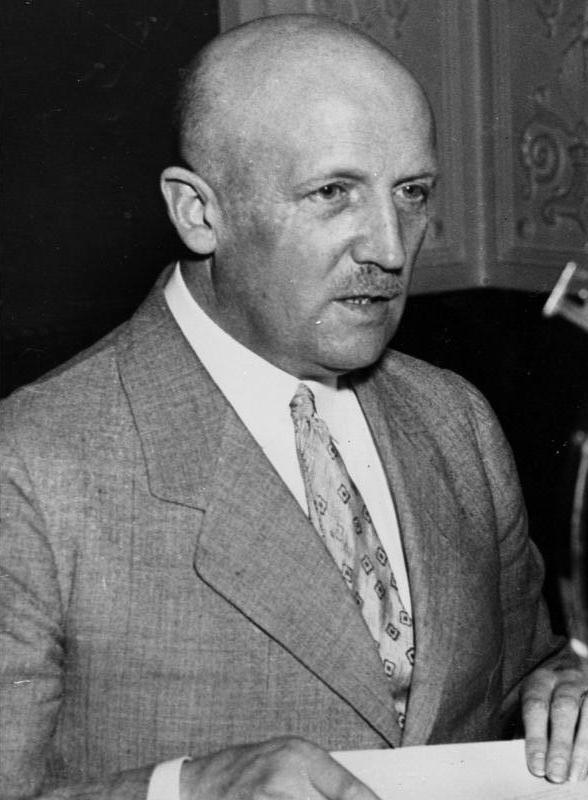
Kurt von Schleicher, ultimo cancelliere della Repubblica di Weimar, fu giustiziato a Berlino il 30 giugno 1934

Un crimine commesso dai nazisti che viene tradizionalmente considerato il preludio dell’Olocausto è certamente la notte dei lunghi coltelli, ricordata in Germania anche come “Röhm-Putsch” o come “operazione colibrì”, fu un’epurazione avvenuta nella notte tra il 30 giugno e il 1º luglio 1934 nella quale le SS assassinarono per ordine di  Hitler almeno 150 oppositori politici o presunti, tra cui Ernst Röhm, colonnello generale delle SA sospettato di essere un traditore, fu ucciso con un colpo di pistola al torace e Gustav von Kahr, che si era opposto al putsch di Monaco nel 1923, fu arrestato e giustiziato tramite fucilazione nel campo di concentramento di Dachau. I maggiori responsabili di quest’epurazione furono Heinrich Himmler, reichsführer delle SS e Reinhard Heydrich, direttore della Gestapo. Le esecuzioni di tutti gli oppositori al regime nazista, veri o presunti, proseguirono fino alle 4:00 del 2 luglio 1934, quando Hitler vi pose ufficialmente termine: non fu mai possibile stabilire con certezza il numero totale delle vittime, militari e civili della notte dei lunghi coltelli, le stime variano dai 100 ai 200 morti.

### Notte dei cristalli

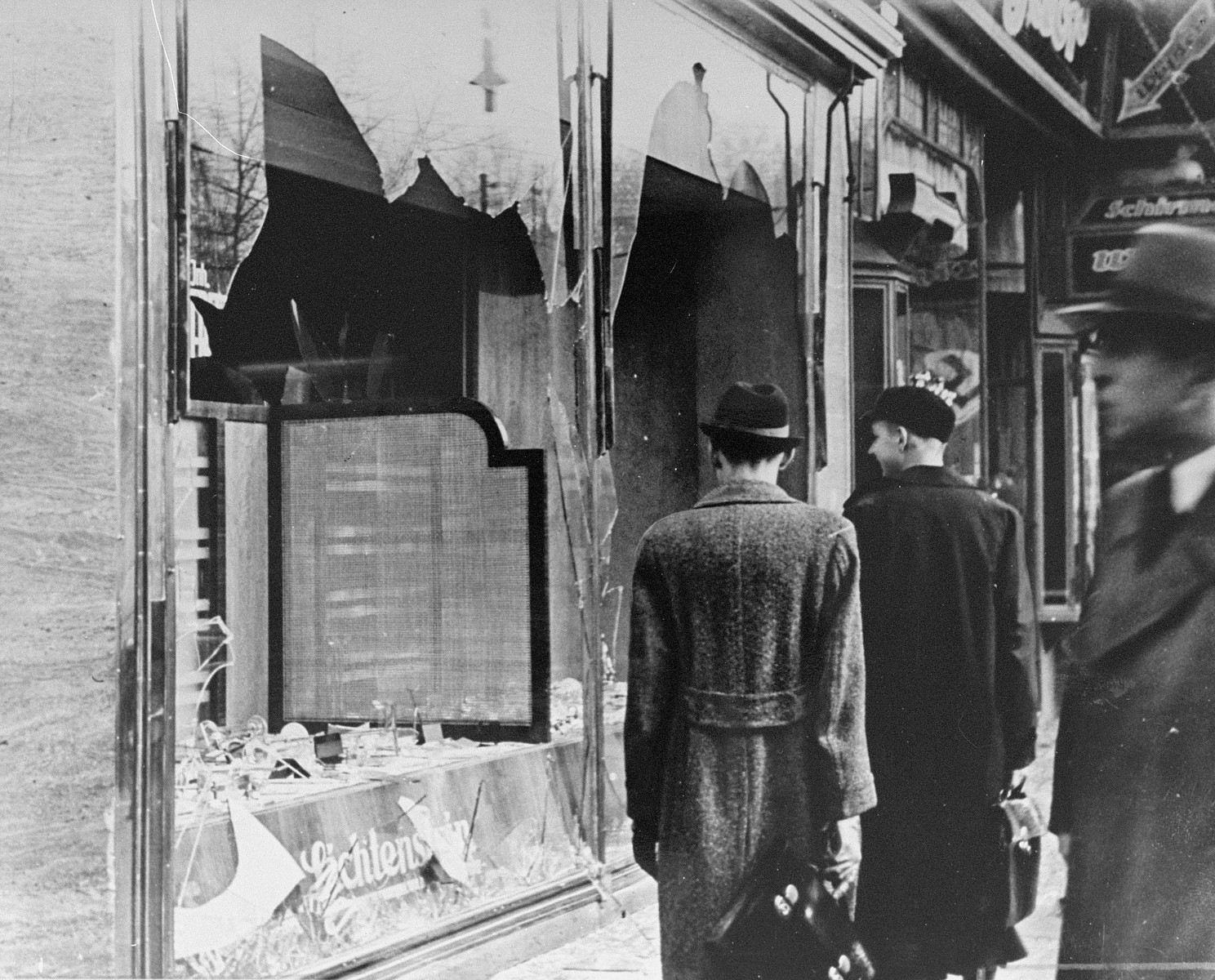
10 novembre 1938: vetrine di un negozio ebraico distrutte durante la notte dei cristalli

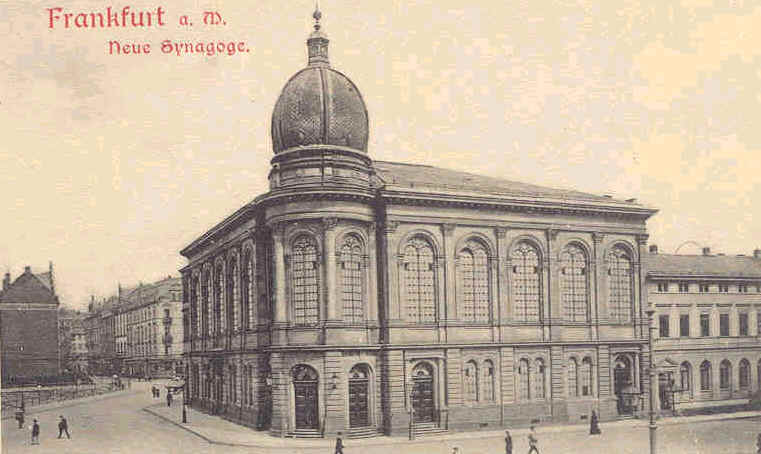
La Sinagoga Börneplatz situata a Francoforte sul Meno, fu incendiata dai nazisti durante la notte dei cristalli e completamente demolita

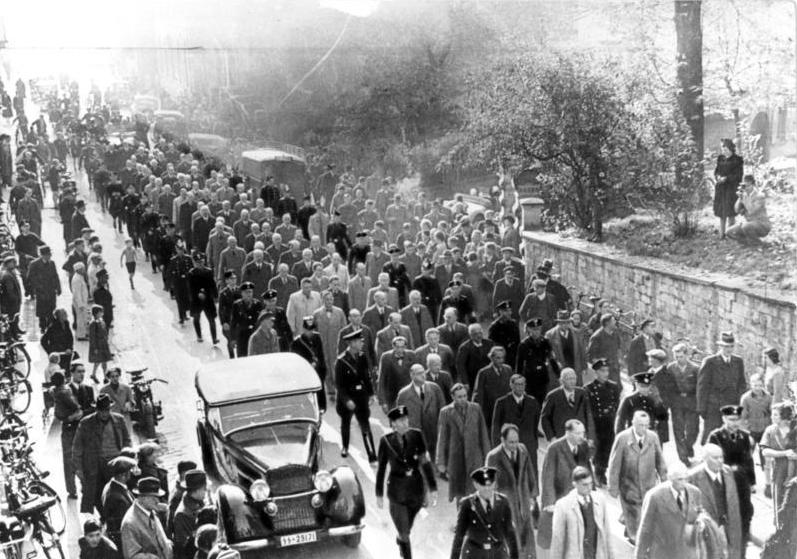
Colonna di ebrei arrestati a seguito della notte dei cristalli

Un altro crimine commesso dai nazisti e che è particolarmente ricordato è la notte dei cristalli, avvenuta nella notte tra il 9 e il 10 novembre 1938, fu una sommossa popolare antisemita perpetrata dalle SS, dalle restanti SA, dalla Gestapo e dalla Gioventù Hitleriana. Questo massacro contò 1000-2000 morti e durante esso furono distrutti molti beni, più di 500 sinagoghe e più di 7500 negozi ebraici sono stati distrutti o danneggiati gravemente.

### Propaganda nazista

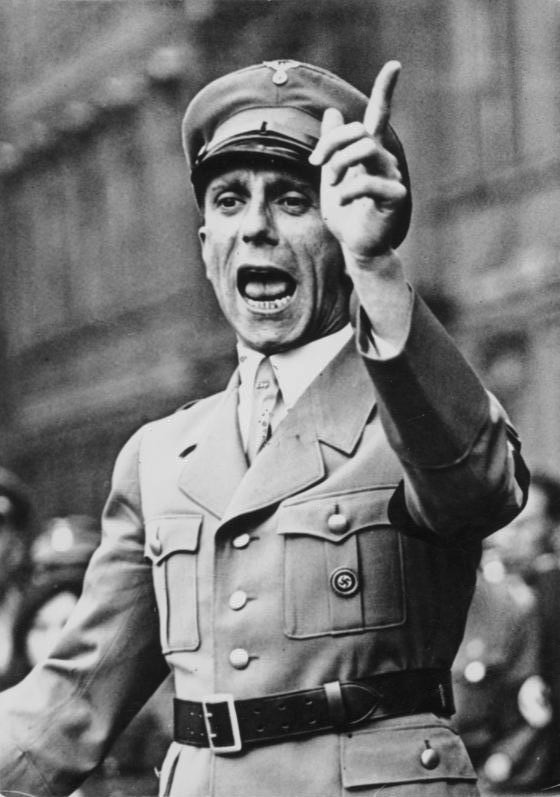
Joseph Goebbels, ministro del Reich per l’istruzione pubblica e la propaganda durante un discorso

La propaganda utilizzata dal Partito Nazionalsocialista Tedesco dei Lavoratori sia negli anni precedenti e durante il governo di Adolf Hitler in Germania fu un elemento essenziale per acquisire e mantenere il potere, oltre che attuare le politiche naziste, come l’arianizzazione. L’uso diffuso e continuo di essa da parte del nazismo e in gran parte responsabile delle attuali connotazioni negative date alla stessa parola “propaganda”. La propaganda fu utilizzata dall’NSDAP in tre periodi distinti: all’opposizione (1920-1933), al potere (1933-1939) e in guerra (1939-1945). Nel periodo dell’opposizione i nazisti organizzarono il Putsch di Monaco, un tentativo di colpo di Stato avente lo scopo di rovesciare la Repubblica di Weimar, ma il golpe fallì e i nazisti, tra cui Adolf Hitler stesso, furono arrestati. Durante il periodo di carcere Hitler scrisse assieme a Rudolf Heß un libro, ossia il Mein Kampf (in italiano “la mia battaglia”) che diventerà uno strumento di propaganda, poiché all’interno sono presenti frasi d’incitamento all’odio razziale e d’opposizione al marxismo. Il 27 febbraio 1925 fu ricostruito l’NSDAP che era stato bandito il 23 novembre 1923 a seguito del putsch nella Bürgerbräukeller e Hitler compì diverse azioni propagandistiche che lo fecero salire al potere il 30 gennaio 1933. Nel periodo al potere i nazisti cominciarono a propagandare sempre di più l’antisemitismo e misero in atto l’arianizzazione, espellendo in maniera forzata gli ebrei e i non-ariani della vita politica ed economica della Germania e iniziarono anche le persecuzioni contro i comunisti e i socialdemocratici che vennero totalmente esclusi dalla politica tedesca. Nel periodo in guerra la propaganda nazista raggiunse la sua massima espansione, il 1º settembre 1939 i nazisti invasero la Polonia e lì praticarono numerosi pogrom in diverse città come Poznań e Łódź. Il 29 maggio 1940 fu proclamato il Reichskommissariat Niederlande, con a capo Arthur Seyß-Inquart e quindi i Paesi Bassi divennero un territorio occupato ad amministrazione civile e iniziò lo sterminio degli ebrei olandesi. Il 22 giugno 1941 i nazisti invasero l’Unione Sovietica, violando il patto Molotov-Ribbentrop e proclamarono il Reichskommissariat Ukraine (l’attuale Ucraina) e il Reichskommissariat Ostland (le attuali Lituania, Lettonia ed Estonia). Nei territori sovietici occupati attuarono una propaganda antisemita, statalista e antibolscevica e commisero diversi crimini come ad esempio il maltrattamento e l’assassinio dei prigionieri di guerra sovietici ed eccesso dell’amministrazione nei territori. 

### Arianizzazione

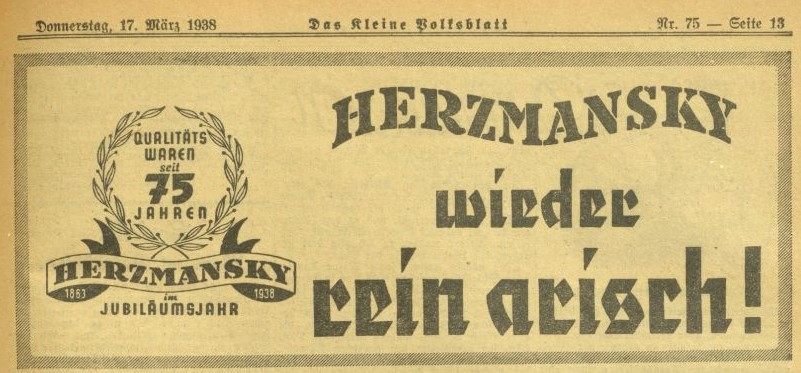
“Herzmansky è di nuovo puramente ariano!”. Il magazzino di Herzmansky di Vienna fu confiscato dopo l’Anschluss

Con le leggi di Norimberga, emanate il 15 settembre 1935, i nazisti diedero il via all’arianizzazione, cioè all’espulsione forzata degli ebrei e dei non-ariani dalla vita politica ed economia della Germania, negli Stati allineati all’Asse e nei territori occupati. A causa di questo provvedimento agli ebrei di tutta Europa, furono rubati tra i $230 e $320 miliardi (in dollari USA, al valore del 2005), con centinaia di migliaia di aziende arianizzate e l’Olocausto venne descritto da Michael Bazyler come “il più grande furto della storia”.

### L’occultismo nazista

Bandiera dei Cristiani tedeschi, considerata il simbolo principale del cristianesimo positivo

L’occultismo nazista è un argomento complesso e fatto di numerose tappe, tuttavia si può considerare come tappa iniziale la nascita e lo sviluppo della Società Thule, un’organizzazione religiosa segreta fondata nel 1918 a Monaco di Baviera, fu fortemente occultista e völkisch; essa prende il nome dall’isola Thule, un’isola leggendaria che compare per la prima volta nei diari di viaggi dell’esploratore greco antico Pitea. Gran parte della Società Thule si associò nel corso degli anni venti all'NSDAP. La seconda tappa della storia dell’occultismo nazista è il cristianesimo positivo, cioè una dottrina della propaganda nella Germania nazista che intende rimuovere alcuni dogmi della Chiesa cattolica (e non solo), ritenuta erede del giudaismo, secondo questa dottrina l’antico testamento è un falso e il Dio che viene citato in realtà è un demone che afferma solo falsità, mentre invece il nuovo testamento è quello vero, scritto dal figlio di Dio, ossia Gesù. I nazisti crearono il cristianesimo positivo perché anche se si proclamarono protestanti dovevano comunque riconoscere che Gesù era ebreo, che gli apostoli erano ebrei, ma soprattutto che l’antico testamento è un testo sacro ebraico e di conseguenza tentarono di risolvere questa contraddizione fatale. La terza tappa della storia dell’occultismo nazista è la persecuzione e lo sterminio dei cattolici tedeschi, poiché Adolf Hitler in ogni sua dichiarazione detestava, criticava e malediva la Chiesa cattolica, la riteneva unta di giudaismo e quindi come una minaccia per la razza ariana. Infatti i nazisti mandarono a morire diversi cattolici nei campi di concentramento, ad esempio solo a Dachau ne furono sterminati 2600. Le persecuzioni dei cattolici suscitarono sdegno e nel giugno 1942 fu fondato un gruppo di resistenza a ideologia catto-comunista chiamato Rosa Bianca e che fece ricorso ad azioni non-violente fino al 22 febbraio 1943 quando esso si sciolse dopo che i principali esponenti, ossia Sophie Scholl, Hans Scholl e Christoph Probst furono arrestati dalla Gestapo e processati, il loro processo fu presieduto da Roland Freisler, il temutissimo giudice-boia al servizio di Hitler incaricato di amministrare la legge criminale del Terzo Reich ed il verdetto è stato di morte tramite decapitazione. Oggi i tre esponenti della Rosa Bianca vengono commemorati come martiri e come degli importantissimi simboli della lotta alla dittatura nazista. 

#### Credenze e rituali occulti dei nazisti

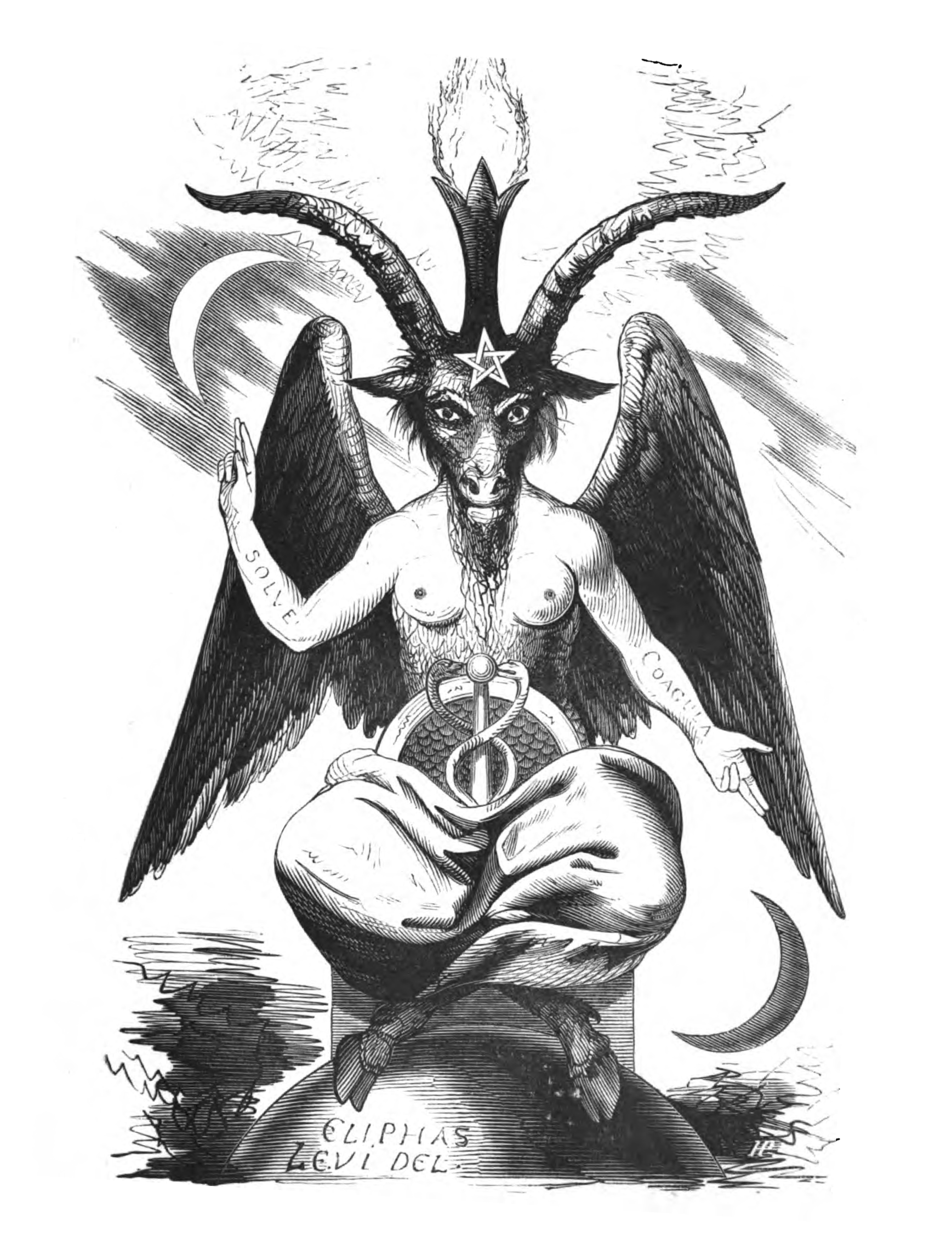
Bafometto di Eliphas Lévi, simbolo esoterico e magico tradizionalmente collegato al satanismo. Si presume sia stato oggetto di venerazione da parte di Heinrich Himmler, che credeva nel neopaganesimo.

Il sole nero, altro simbolo esoterico utilizzato dalle SS e ancora oggi presente in vari movimenti neonazisti

Le credenze dei nazisti furono numerose, ma una delle più famose è la teoria del mondo ghiaccio (o teoria del ghiaccio cosmico), una teoria pseudoscientifica secondo la quale la luna è formata da ghiaccio, un’affermazione smentita da tutti gli studi astronomici e non solo, essi credevano che anche le stelle sono fatte di ghiaccio, cosa termodinamicamente impossibile per diversi motivi, per citarne uno non emetterebbero luce, e secondo questa teoria la via lattea non sono altre stelle, bensì un insieme di molti pezzi di ghiaccio. I nazisti avevano deciso di seguire la teoria del mondo ghiaccio perché quella opposta la ritenevano “ebraica”. Per quanto riguarda la questione relativa ai riti occulti dei nazisti bisogna citare Heinrich Himmler, reichsführer delle SS e uno dei principali ideatori dell’occultismo nazista assieme ad Alfred Rosenberg (quest’ultimo secondo alcune fonti storiche fu membro della Società Thule), Himmler era neopagano ed egli mandò tra il 1941 e il 1944 circa degli uomini nella lande ghiacciate dell’Islanda e della Groenlandia, poiché secondo lui una di queste era l’isola Thule ed è grazie a questo fatto storico che sappiamo che i nazisti nutrivano un forte interesse per l’occulto, infatti si presume che gli uomini mandati in quelle lande ghiacciate praticassero dei riti occultistici perché si erano diffusi nel corso del tempo diversi miti su queste due isole. Anche sulla religione di Himmler ci sarebbero alcune cose piuttosto controverse e collegate con il satanismo occultista, ad esempio il fatto che egli era neopagano, e dalla società moderna il paganesimo e il neopaganesimo sono considerati esplicitamente satanici. Himmler secondo fonti storiche era ossessionato da idoli occulti come ad esempio Bafometto, un simbolo esoterico e magico considerato in generale come satanico e della cui venerazione furono accusati i Cavalieri templari. Tutti i fattori relativi ai crimini commessi dai nazisti elencati sono strettamente collegati tra loro, come l’occultismo con l’antisemitismo attraverso la storia della Società Thule, fatto sta i nazisti s’impegnarono davvero affinché la cultura ebraica venisse completamente abolita e che crollasse in tutto il mondo. Ma oltre all’odio per gli ebrei, loro furono condannati per un’altra cosa, ossia avevano in mente un altro piano criminale: svuotare tutto l’Est Europa eliminando le popolazioni slave e dando così spazio agli ariani, ed è questa la cosa che ancora oggi mette più paura; l’ideologia nazista era criminale, era irrazionale ed era antietica, le filosofie hanno sempre cercato (chi più chi meno) di risparmiare sofferenze all’uomo, il nazismo invece no perché esaltava il dolore, la sofferenza e la morte e questo pensiero fu traviato dai fascisti giapponesi che utilizzarono i kamikaze nell'ultima fase della seconda guerra mondiale dimostrando di non essere molto meglio.

## Provvedimenti successivi contro i nazisti

### Processo di Norimberga

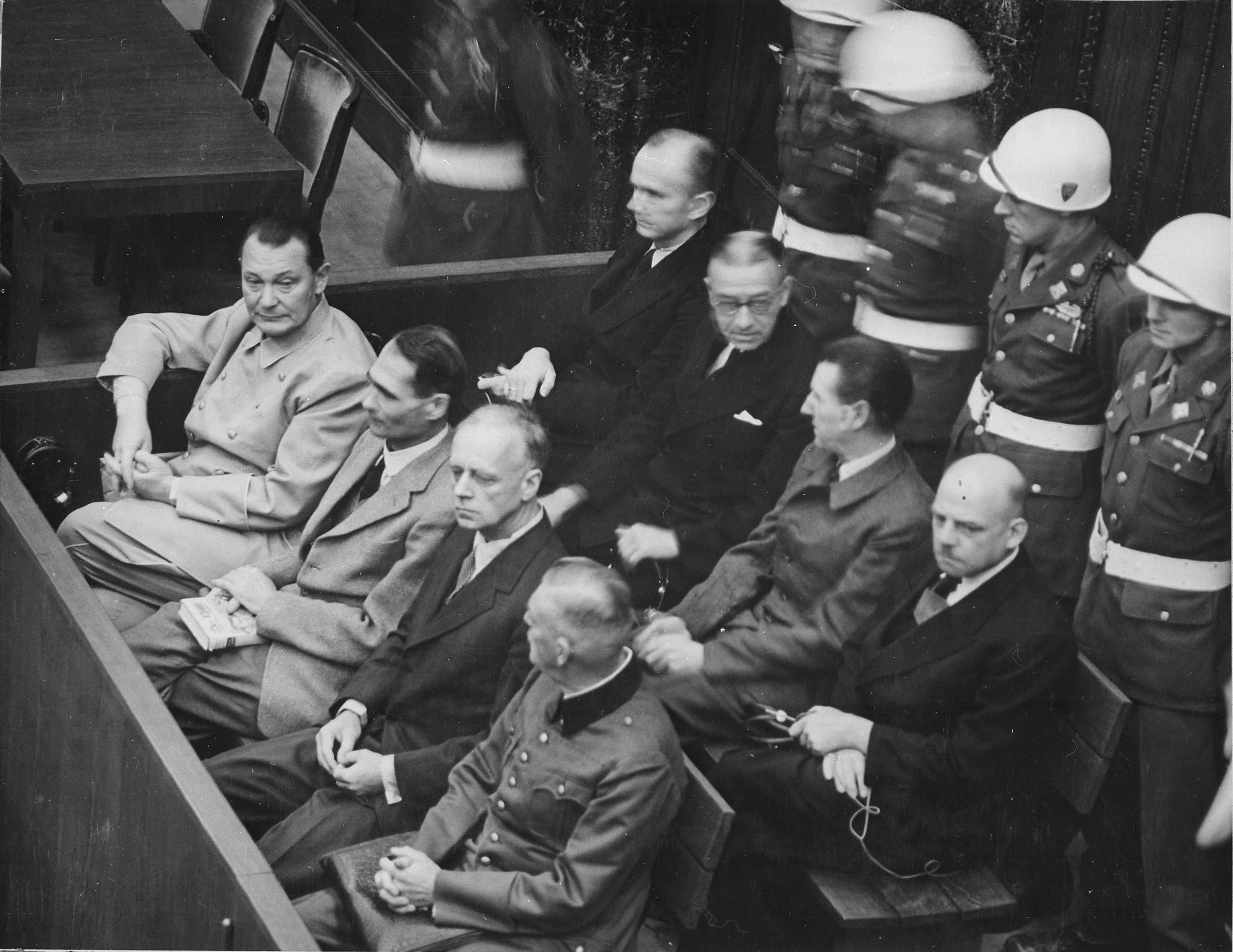
Imputati al processo di Norimberga del 1945. In prima fila, da sinistra: Hermann Göring, Rudolf Heß, Joachim von Ribbentrop e Wilhelm Keitel. In seconda fila, da sinistra: Karl Dönitz, Erich Raeder, Baldur von Schirach e Fritz Sauckel.

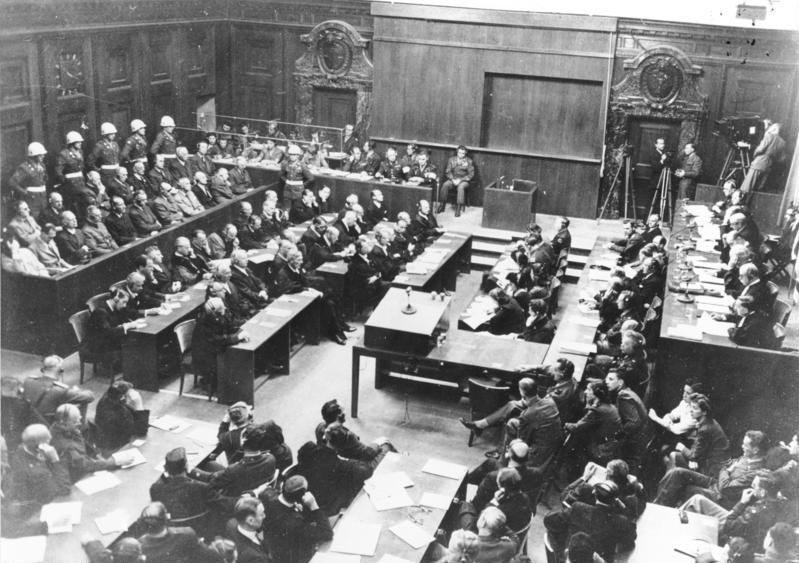
L’aula del Tribunale Militare Internazionale il 30 settembre 1946, foto della tribuna stampa al piano superiore. A destra il banco dei giudici. Schemi e filmati sono stati proiettati sulla parete frontale della sala. A sinistra il banco degli imputati e dei loro avvocati. In primo piano i tavoli dei procuratori, da sinistra: Francia, URSS, USA e Gran Bretagna.

Dopo la legge n.2 del Consiglio di controllo alleato, fu istituito, il 18 ottobre 1945 il Tribunale Militare Internazionale ed il 20 novembre dello stesso anno iniziò il processo di Norimberga, gli imputati al processo erano: Hermann Göring, Joachim von Ribbentrop, Wilhelm Keitel, Ernst Kaltenbrunner, Alfred Rosenberg, Hans Frank, Wilhelm Frick, Julius Streicher, Fritz Sauckel, Alfred Jodl, Arthur Seyß-Inquart, Albert Speer, Rudolf Heß, Karl Dönitz, Erich Raeder, Walther Funk, Baldur von Schirach, Konstantin von Neurath, Franz von Papen, Hjalmar Schacht e Hans Fritzsche. Martin Bormann secondo molti morì il 2 maggio 1945 durante la battaglia di Berlino, nonostante ciò fu comunque giudicato colpevole di crimini di guerra e contro l’umanità e condannato a morte in contumacia; nel 1972 furono ritrovati i suoi resti e si scoprì che si era suicidato con del cianuro durante le fasi finali della battaglia di Berlino come le SS testimoniarono. Il 1º ottobre 1946 i giudici del Tribunale Militare Internazionale condannarono definitivamente le SS e la Gestapo, dichiarandole organizzazioni criminali, sottolineando che: “le SS furono usate per scopi criminali che comprendevano: la persecuzione e lo sterminio degli ebrei, brutalità ed esecuzioni sommarie nei campi di concentramento, eccessi nell’amministrazione dei territori occupati, l’amministrazione di lavoro schiavistico, il maltrattamento e l’assassinio dei prigionieri di guerra”. Gli imputati condannati a morte furono in tutto undici (più uno in contumacia, cioè Martin Bormann): Hermann Göring (che si suiciderà con del cianuro la notte prima dell’esecuzione), Joachim von Ribbentrop, Wilhelm Keitel, Ernst Kaltenbrunner, Alfred Rosenberg, Hans Frank, Wilhelm Frick, Julius Streicher, Fritz Sauckel, Alfred Jodl e Arthur Seyß-Inquart. 

### Processi secondari di Norimberga
Dopo il primo processo di Norimberga furono presieduti dagli americani altri dodici processi noti come “processi secondari di Norimberga”, che iniziarono il 9 dicembre 1946 e terminarono il 13 aprile 1949. I seguenti processi furono: processo ai dottori, processo Milch, processo ai giudici, processo Pohl, processo Flick, processo all'IG  Farben, processo degli ostaggi, processo RuSHA, processo agli Einsatzgruppen, processo Krupp, processo ai ministri e processo dell'Alto Comando. In questi dodici processi furono condannati anche i militari responsabili di crimini di guerra perpetrati nei territori occupati dalla Germania nazista. Dei 177 imputati, 35 furono rilasciati e 142 condannati, dei condannati 26 furono giustiziati, 20 furono condannati all’ergastolo e i restanti ricevettero una pena dai 5 ai 25 anni di carcere.

### Processo a Rudolf Höß

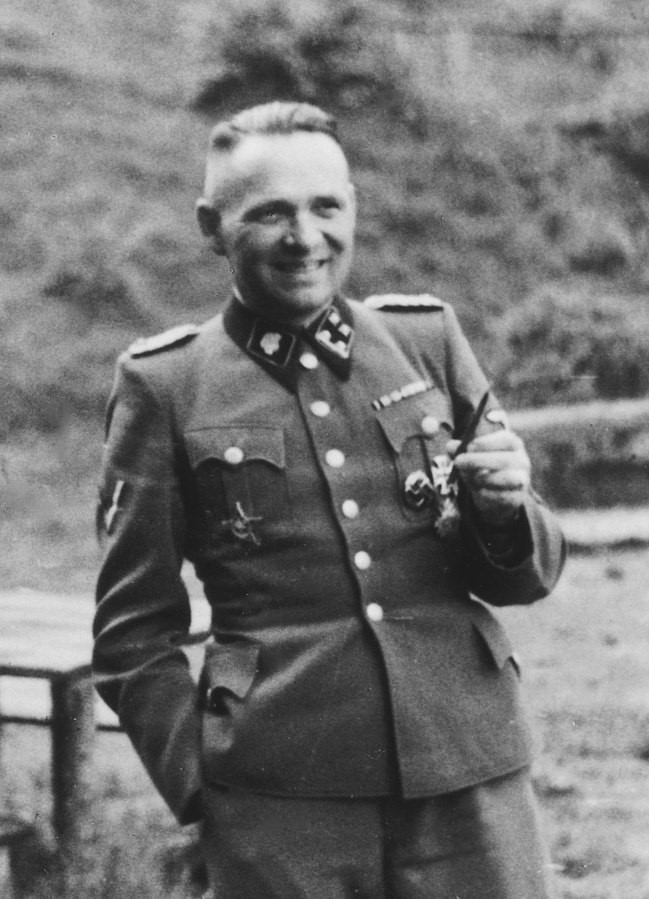
Rudolf Höß durante il suo periodo come comandante del campo di concentramento di Auschwitz.

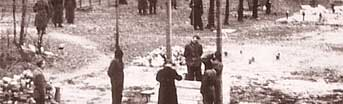
16 aprile 1947 - Höß giustiziato

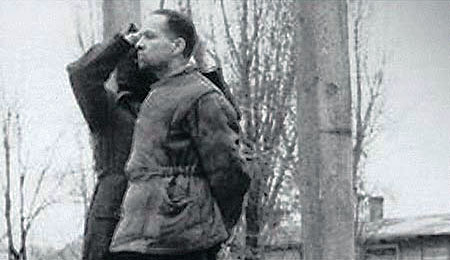
16 aprile 1947 - Höß sul patibolo qualche attimo prima di essere impiccato

Il processo a Rudolf Höß fu uno dei più importanti provvedimenti giudiziari contro il nazismo, poiché Höß fu il primo comandante del campo di concentramento di Auschwitz e colui che ebbe l’idea di utilizzare lo Zyklon B per epurare attraverso le camere a gas più persone possibili dopo che un suo collega, Karl Fritzsch sperimentò questo agente tossico a base di acido cianidrico per uccidere 600 prigionieri di guerra. Höß approvò questo metodo di uccisione e lo presentò anche ad Adolf Eichmann, in questo terribile modo venne risolto il “problema” delle uccisioni. Rudolf Höß venne arrestato dall’esercito britannico durante le fasi finali della guerra, dopo aver tentato di fuggire sotto la falsa identità di Rudolf Lang. A seguito dell’arresto fu trasferito a Norimberga e testimoniò nel corso del celebre processo come testimone per la difesa di Ernst Kaltenbrunner, il comandante delle Reichssicherheitshauptamt. Il 25 maggio 1946 Höß fu trasferito in Polonia per essere giudicato come criminale di guerra e criminale contro l’umanità e venne incarcerato a Cracovia. Durante il processo Höß spiegò senza mostrare alcuna emozione o segno di pentimento il meccanismo dello sterminio perpetrato ad Auschwitz e la Corte Suprema di Varsavia lo dichiarò colpevole di tutte le accuse che gli erano state rivolte. Il 2 aprile 1947 venne letta la sentenza di condanna a morte mediante impiccagione, eseguita il 16 aprile dello stesso anno vicino ad Auschwitz. 

### Denazificazione

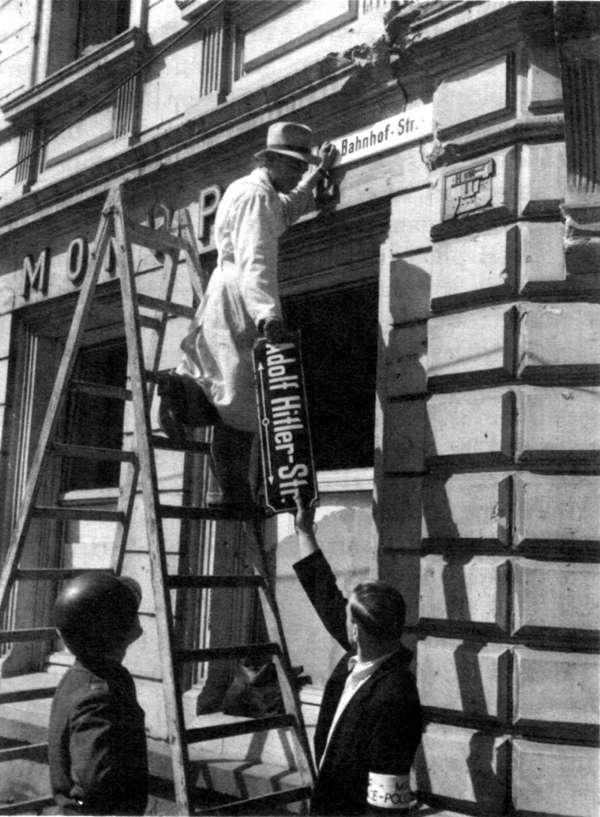
Rimozione della vecchia segnaletica da una strada che era intitolata ad Adolf Hitler a Treviri.

La svastica che sovrastava uno degli edifici di un complesso urbanistico nazista a Norimberga venne fatta saltare in aria nel 1945

La denazificazione fu un’iniziativa presa dagli Alleati per liberare la Germania e l’Europa da ogni rimasuglio dell’ideologia nazista nell’ambito della società, della cultura, della stampa, dell’economia, della giustizia e della politica. Il programma di denazificazione fu ufficialmente lanciato dopo la conferenza di Potsdam. Il 20 settembre 1945 le potenze alleate emanarono la legge n.1 del Consiglio di controllo alleato con la quale furono abolite le leggi di Norimberga dando inizio a essa. Qualche settimana dopo, il 10 ottobre 1945 emanarono la legge n.2 del Consiglio di controllo alleato con la quale abolirono e misero fuorilegge l’NSDAP, i suoi rami, i suoi collegamenti affiliati e le organizzazioni dipendenti, comprese anche le varie organizzazioni paramilitari e di polizia (come le SS, la Gestapo, le SA e l’SD). Infine, con l’avvento della guerra fredda e la creazione della Germania Ovest, la denazificazione fu abbandonata.

### Processo ad Adolf Eichmann

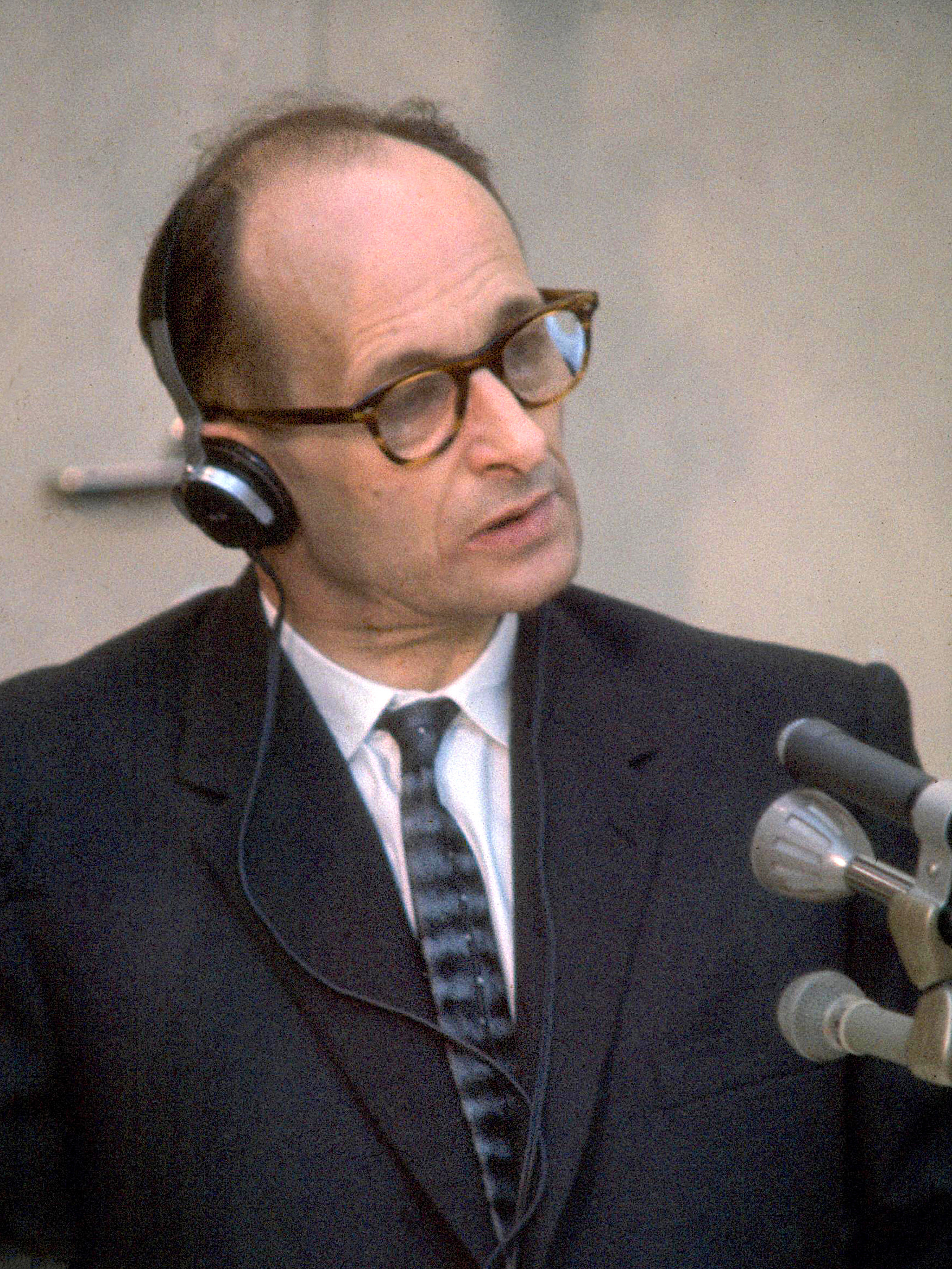
Adolf Eichmann durante il processo a Gerusalemme nel maggio 1961

Un provvedimento giudiziario contro il nazismo avvenuto molto tempo dopo è il processo contro Adolf Eichmann, un criminale di guerra nazista responsabile dell’organizzazione della soluzione finale della questione ebraica che dal 1941 al 1945 porterà al genocidio noto internazionalmente come Olocausto; egli fu processato in Israele davanti al tribunale distrettuale di Gerusalemme e il processo iniziò l’11 aprile 1961 e terminò il 15 aprile dello stesso anno (e le udienze furono 121) e dichiarato colpevole di crimini di guerra e contro l’umanità e condannato a morte tramite impiccagione, fu giustiziato il 31 maggio 1962 nella città di Ramla. Il processo Eichmann attirò una grande attenzione internazionale, infatti tutto il mondo seguì con interesse lo svolgersi di un procedimento giudiziario che è storicamente considerato importante, poiché Eichmann fu uno dei maggiori responsabili dell’Olocausto, più precisamente fu l’organizzatore di esso, egli ammise al processo di essere responsabile dei crimini perpetrati contro il popolo ebraico davanti a diversi superstiti dello sterminio che narrarono le loro esperienze dinnanzi ad un pubblico che ascoltò inorridito. Nella fase finale del processo il procuratore generale attaccò Eichmann con durissime parole: “Solo una sentenza attende Adolf Eichmann, nato uomo, ma divenuto belva, se la condanna a morte non sarà applicata non vi sarà al mondo un altro essere che possa meritarla”. L’avvocato di Eichmann tentò invano di gettare sugli altri gerarchi nazisti le responsabilità dell’accusato. Invece Eichmann si difese affermando che aveva solo eseguito gli ordini di Hitler. Alla fine il verdetto è stato di morte mediante impiccagione. La sentenza dice: “Accusato, siete riconosciuto colpevole dei crimini perpetrati contro il popolo ebraico e contro l’umanità, il fine dei crimini contro il popolo ebraico era di far sparire l’intero popolo dalla faccia della Terra e ciò è quello che distingue questi crimini dai delitti contro le persone e gli individui. Questa corte condanna perciò Adolf Eichmann a morte per i crimini contro il popolo ebraico, la condanna sarà eseguita mediante impiccagione”.

### La definitiva sconfitta del nazismo

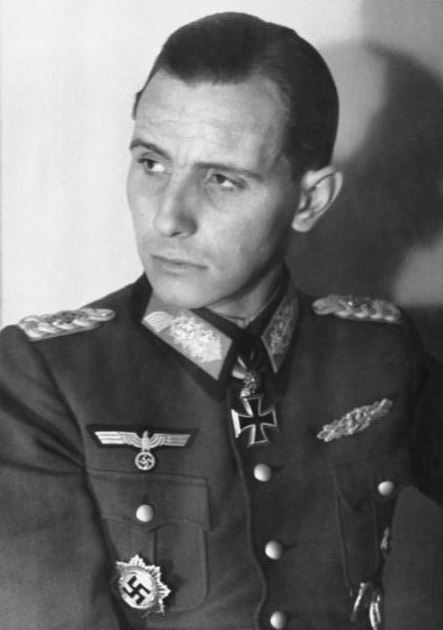
Otto Ernst Remer, ex generale della Wehrmacht, nel 1949 fondò il Partito Socialista del Reich e viene considerato da molti una figura di spicco del neonazismo, il suo partito fu poi bandito e sciolto nel 1952

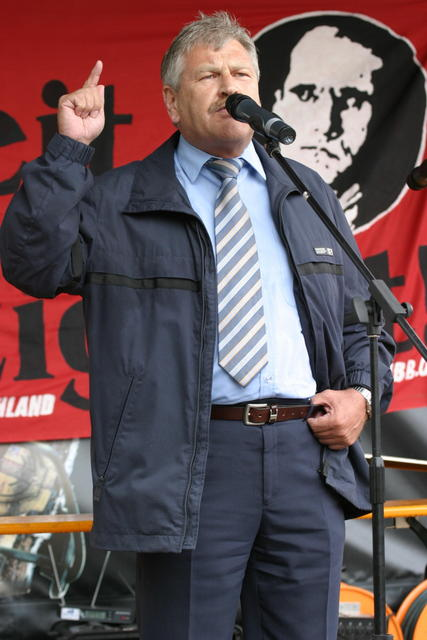
Udo Voigt, ex leader del Partito Nazionaldemocratico di Germania di fronte a uno striscione raffigurante il gerarca nazista Rudolf Heß. Il suo partito ha rischiato di essere bandito come organizzazione criminale poiché basato ideologicamente sul neonazismo

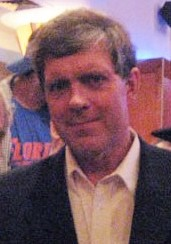
Don Black, ex leader del Ku Klux Klan ed ex membro del Partito Nazista Americano, è uno dei maggiori esponenti della supremazia bianca e del neonazismo

Dopo la messa al bando dell’NSDAP nel 1945, nacque il “neonazismo”, cioè un insieme di movimenti sociali e/o politici che hanno l’obiettivo di ricostruire l’NSDAP o comunque di rianimare e attuare l’ideologia nazista; a seguito di questa situazione, nel 1949 fu promulgata la Costituzione tedesca che contiene delle severe norme contro la ricostruzione del Partito Nazista. Nello stesso anno, il 2 ottobre, venne fondato da un ex generale della Wehrmacht il Partito Socialista del Reich, un partito d’ispirazione neonazista che fu condannato nel 1952 per reato d’apologia. Grazie a questi provvedimenti che hanno portato alla definitiva sconfitta di quest’ideologia, ai giorni nostri il nazismo si può dire estinto, anche se in Germania (e non solo) sono presenti dei partiti d’estrema destra, come il Partito Nazionaldemocratico di Germania e Alternativa per la Germania. Alcuni partiti neonazisti sono presenti negli Stati Uniti, come ad esempio il Partito Nazista Americano, attivo dal marzo 1959 e che sostiene l’antisemitismo, il suprematismo bianco, omofobia e altre idee di superiorità razziale, inoltre è anche presente una società segreta americana che pratica prevalentemente linciaggi, cioè il Ku Klux Klan, che dal 1946 è ideologicamente basato sul neonazismo. Un’altra organizzazione criminale che diffonde il neonazismo è la Fratellanza Ariana, che conta circa 10.000 membri ed è responsabile di numerosi crimini che avvengono nelle carceri americane. Anche il cristianesimo positivo dal 1945 scomparve come movimento, ma continua ad essere sostenuto da alcuni gruppi settari come ad esempio la Chiesa cristiana di Gesù Cristo, fondata nel 1946 da Wesley Albert Swift, un membro del KKK. Oltre a partiti e organizzazioni terroristiche esistono anche dei siti web che incitano all’odio razziale, un chiaro esempio è senza dubbio Stormfront, un forum di discussione creato da Don Black, un ex leader del Ku Klux Klan ed ex membro del Partito Nazista Americano, che si occupa di propagandare la supremazia bianca, l’antisemitismo, l’omofobia, il neonazismo e il negazionismo dell’Olocausto; è inoltre indicato come il più grande sito d’incitamento all’odio presente in Internet poiché conta più di 14 milioni di post. Questo sito cerca di convincere più persone possibili ad aderire ad ideologie di superiorità razziale e per questo è finito sotto inchiesta da parte della magistratura italiana ed è stato oscurato (non solo in Italia, ma anche in Francia e Germania). Don Black, il creatore del sito è stato inserito nel 2009 in una lista contente 22 nomi, di persone alle quali è stato vietato l’ingresso nel Regno Unito, le motivazioni furono il “promuovere gravi forme di criminalità e la promozione di odio che potrebbe portare a violenze interne alla comunità”. A causa dell’estremismo del KKK e dell’ANP gli Stati Uniti dovettero affrontare un lunghissimo periodo di instabilità sociale che ancora oggi è presente negli Stati del Sud, mentre in quelli del Nord e del Centro la situazione sembra essere migliorata. Sono presenti movimenti neonazisti anche i Austria, apertamente nazionalisti, populisti, razzisti e militaristi, ad esempio il Partito della Libertà Austriaco che negli ultimi anni si è avvicinato moltissimo all’estrema destra e viene per questo considerato un partito neonazista. Per contrastare il problema della diffusione del neonazismo molti Paesi tentarono di bandire questi partiti, ad esempio si tentò di bandire il Partito Nazionaldemocratico di Germania, che era stato accusato di promuovere gravi forme di criminalità per incitare alla violenza e all’odio razziale. Attualmente in Italia l’unico partito che si autoproclama neonazista e neofascista è Forza Nuova, con a capo Roberto Fiore, arrestato nel 2021 per banda armata e che al momento si trova in carcere.

## Organizzazioni sciolte
La lista comprendeva ben 62 organizzazioni da sciogliere: 
1. Partito Nazionalsocialista Tedesco dei Lavoratori
2. Cancelleria dell’NSDAP
3. Cancelleria del leader dell’NSDAP
4. Organizzazione straniera dell’NSDAP
5. Volksbund per la germanicità all’estero
6. Volksdeutsche Mittelstelle
7. Commissione d’esame ufficiale del partito per la protezione della letteratura nazista
8. Organizzazione del Reich dell’NSDAP
9. Tesoriere del Reich dell’NSDAP
10. Ufficio Rosenberg
11. Reichspropagandaleitung dell’NSDAP
12. Reichsleiter per la stampa
13. Reich Press Capo dell’NSDAP
14. Ufficio del Reich per le popolazioni rurali
15. Direzione Generale per la Sanità Pubblica
16. Sede degli educatori dell’NSDAP
17. Ufficio principale per la politica locale
18. Ufficio principale per i dipendenti pubblici
19. Commissariato dell’NSDAP per tutte le questioni etniche
20. Ufficio per la politica razziale dell’NSDAP
21. Ufficio per la ricerca genealogica dell’NSDAP
22. Ufficio politico coloniale dell’NSDAP
23. Ufficio per la politica estera dell’NSDAP
24. Großdeutscher Reichstag
25. Reichsfrauenführung dell’NSDAP
26. Associazione medica NSD
27. Ufficio principale per la tecnologia dell’NSDAP
28. NS Associazione dei tecnici tedeschi
29. Unione degli insegnanti dell’NS
30. Unione dei funzionari tedeschi del Reich
31. Reichskolonialbund dell’NSDAP
32. Associazione delle donne NS
33. NS Reich Lega delle suore tedesche
34. Lavoro delle donne tedesche dell’NSDAP
35. Leadership studentesca del Reich
36. Unione studentesca NSD
37. Corpo studentesco tedesco
38. Associazione dei docenti NS
39. Associazione delle forze dell’ordine dell’NS
40. NS Old Men’s Association of German Students
41. Confederazione del Reich della famiglia tedesca
42. Fronte del lavoro tedesco
43. NS-Reichsbund per l’esercizio fisico
44. NS-Reichskiegerbund
45. Camera della Cultura del Reich
46. Giornata della comunità tedesca
47. Gestapo
48. Cacciatori tedeschi dell’NSDAP
49. Comitato consultivo di esperti per la popolazione e la politica razziale
50. Comitato del Reich per la protezione del sangue tedesco
51. Rilievo invernale dell’NSDAP
52. Ufficio principale per le vittime di guerra
53. NSKOV (Fornitura vittime di guerra NS)
54. Sturmabteilung (SA)
55. Schutzstaffel (SS), compreso il suo braccio armato combattente, le Waffen-SS e tutte le suddivisioni
56. NS Motor Corps
57. NS Air Corps
58. Gioventù Hitleriana (comprese le sue sotto-organizzazioni)
59. Reich Labor Service
60. Organizzazione Todth
61. Assistenza tecnica di emergenza dell’NSDAP
62. Welfare Popolare Nazionalsocialista

### Organizzazioni sciolte successivamente
Non tutte le organizzazioni affilate all’NSDAP furono bandite e sciolte con la legge n.2 del Consiglio di controllo alleato, infatti la Wehrmacht fu sciolta il 20 agosto 1946, quando il Consiglio di controllo alleato ne proibì l’attività. Il 30 agosto 1947 fu emanata la legge n.58 del Consiglio di controllo alleato, la quale vietava l’attività del Gruppo del Reich dei geometri nominati pubblicamente e di conseguenza fu aggiunto alla lista. 